# Samurai Shodown IV
Samurai Shodown IV: Amakusa’s Revenge — аркадная игра, разработанная компанией SNK и выпущенная в 1996 году. Это четвёртый релиз в одноимённой серии файтингов. Сюжет игры посвящён событиям произошедшим между Samurai Shodown и Samurai Shodown II (история поделена на две части — она начинается в Samurai Shodown III). Для Neo Geo Pocket был выпущен монохромный порт под названием Samurai Shodown!, после чего последовал релиз его продолжения Samurai Shodown! 2 для Neo Geo Pocket Color, который представлял собой 2D-адаптацию Samurai Shodown 64: Warriors Rage.

## Игровой процесс
Одним из отличий от третий части является отсутствие возможности блокировать атаки в воздухе. Также больше нельзя самостоятельно заряжать шкалу POW (с помощью которой делаются особо сильные атаки) и она используется только один раз за матч. Из игры была полностью удалена функция появляющихся на поле боя предметов (таких как жаренный цыплёнок, восполняющий здоровье). Было добавлено «комбо C и D» — одновременным нажатием кнопок C и D игрок мог произведи атаку, после которого можно было сделать комбинацию ударов.
Появилась новая функция «самоубийства», при использовании которой игрок проигрывал раунд, однако начинал следующий с полной шкалой POW. Также персонажи время от времени автоматически делают добивания на манер «фаталити» из серии Mortal Kombat, нанося особо «кровавые» атаки. Кроме того, существует возможность выбросить своё оружие, чтобы придать поединку остроты.

## Персонажи
В игровой ростер вернулись некоторые из старых персонажей. В том числе Шарлотта, Там-Там и Дзюбэй Ягю (отсутствие которых критиковали в Samurai Shodown III). В списке бойцов также фигурируют все герои предыдущей части, хотя внешний вид некоторых из них был слегка изменён в сторону анимешности. В качестве главного босса возвращается антагонистка Samurai Shodown I — ведьма Амакуса.
Новыми бойцами, вокруг которых выстроен основной сюжет игры, стали два брата-ниндзя:
- Кадзуки Казама (англ. Kazuki Kazama) — член клана-ниндзя, специализирующийся на огненных дзюцу. Он дезертирует из клана, чтобы спасти свою младшую сестру, Хадзуки, пленённую Амакусой.
- Согецу Казама (англ. Sogetsu Kazama) — старший брат Казуки и Хадзуки, использующий водные дзюцу. В отличие от Кадзуки, он остается с кланом, и ему приказывают убить своего брата за его уход.

В версии игры для PlayStation появляется Чам-Чам из Samurai Shodown II в качестве бонусного персонажа. В Японии этот порт известен под названием Samurai Spirits: Amakusa’s Descent Special.

## Оценки критиков
Релиз Samurai Shodown IV состоялся 1 декабря 1996 года (в Японии). По данным Famitsu, за первую неделю было продано более 9 253 копий игры для приставки Neo-Geo AES. Согласно информации Game Machine в этой стране Samurai Shodown IV стала самой популярной аркадной игрой того времени.
В обзоре аркадной версии игры от GamePro отмечалось, что хотя Samurai Shodown IV не имеет глубины современников, таких как Street Fighter Alpha 2 и Soul Edge, благодаря этому обладает более лёгким порогом вхождения. Рецензента не впечатлили два новых персонажа, но он был доволен возвращением старых. Он особенно похвалил визуальные эффекты, отметив, что «у бойцов великолепная анимация, некоторые арены дух захватывают, а спец-приёмы выглядят потрясающе». Все четверо рецензентов из Electronic Gaming Monthly поставили версии для домашней консоли Neo-Geo оценку 8 из 10, высоко оценив большое количество персонажей и размер их спрайтов.
Помимо многих возвращённых персонажей (на отсутствие которых жаловались в рецензиях к предыдущей части), продолжение Samurai Shodown лишилось чересчур серьёзной атмосферы предшественника (которая не понравилась части фанатов), у бойцов было увеличено количество здоровья (чтобы поединки не заканчивались чересчур быстро), а после прохождения компании вернулись видеоролики (в третей части был просто текст). В рецензиях хвалили плавную анимацию персонажей и графику в целом, одну из лучших на Neo-Geo, а также систему «мировоззрения» (Slash и Bust), добавляющую вариативности в игровой процесс. Отмечалось наличие атмосферного звукового ряда, а также нескольких концовок, положительно отзывались о балансе игры. Игровой процесс сравнивали со смесью двух других проектов SNK — The Last Blade и Garou: MOTW (подчёркивая, что он чуть проигрывает The Last Blade 2), с отличной системой комбо и быстрым темпом поединков. В целом четвёртая часть серии воспринимается как работа над ошибками, после наспех сделанной третьей. Она считается одной из лучших игр франшизы и великолепным выбором для любителей жанра.